# Stare Bogaczowice (gmina)
Pour la localité, voir Stare Bogaczowice.
Stare Bogaczowice est une gmina rurale du powiat de Wałbrzych, Basse-Silésie, dans le sud-ouest de la Pologne. Son siège est le village de Stare Bogaczowice, qui se situe environ 12 km au nord-ouest de Wałbrzych, et 69 km au sud-ouest de la capitale régionale Wrocław.
La gmina couvre une superficie de 87,3 km2 pour une population de 4 269 habitants.

## Géographie
La gmina est bordée par les villes de Boguszów-Gorce, Szczawno-Zdrój, Świebodzice et Wałbrzych, et les gminy d'Bolków, Czarny Bór, Dobromierz, et Marciszów.
La gmina contient les villages de Chwaliszów, Cieszów, Gostków, Jabłów, Lubomin, Nowe Bogaczowice, Stare Bogaczowice et Struga.